# Хрест «За заслуги» для жінок та дівчат
Хрест «За заслуги» для жінок та дівчат (нім. Verdienstkreuz für Frauen und Jungfrauen) — прусська державна нагорода. 
Цю нагороду, через зовнішній вигляд, часто помилково називають жіночим варіантом Залізного хреста зразка 1870 року.

## Історія
Цей хрест був заснований королем і імператором Вільгельмом I 22 березня 1871 року для нагородження жінок і дівчат, виявили невтомну волю і жертовність під час війни при виконанні обов'язків медсестер і помічників лікарів під час Франко-прусської війни 1870-1871 років.
Всі вручення нагород були зроблені за особистою пропозицією королеви Августи, потім були затверджені імператором Вільгельмом I і від його імені вручені.
Перші нагородження здійснені 9 квітня 1871 року. При цьому 35 жінок-родичок правлячого дому були нагороджені цією нагородою, як видатні покровителі добровільного догляду за пораненими. Останні 2 вручення нагород відбулися в 1875 році, хоча вже 3 січня 1873 Вільгельм I підписав документи на їх нагородження.
Всього хрестом нагороджено 2 979 осіб, серед них — 78 жінок ненімецького походження.

## Статут

### Підстави для нагородження
Проявити невтомну волю жертви під час війни при виконанні обов'язків медсестер і помічників лікарів під час війни.

### Порядок носіння
Хрест носився на стрічці, складеної в бант на лівій стороні грудей.

## Опис
Хрест виготовляли із срібла у вигляді зЗалізного хреста з 2-х спаяних частин. Всередину вставлялася вставка, яка покривалася чорною емаллю.
Розміри нагороди злегка відрізнялися в залежності від фірми виробника і були в районі від 33 х 33 мм до 33,5 х 33,5 мм.
Аверс: у центрі чорного емальованого хреста знаходиться накладений червоний емальований Женевський хрест.
Реверс: к центрі хреста зображені переплетені ініціали засновника і імператриці «AW», на верхньому промені — рельєфне зображення прусської королівської корони, на нижньому — роки «1870—1871».
Хрест вручався на білій стрічці з чорною окантовкою, аналогічною стрічці Залізного хреста 2-го класу для некомбатантів. Стрічка була складена в спеціальної форми бант.

## Відомі нагороджені
- Августа Саксен-Веймар-Айзенаська — перша нагороджена.
- Катаріна Вайссгербер